# Saban Capital Group
Saban Capital Group, Inc. es una sociedad de inversión de capital privado estadounidense con sede en Los Ángeles, California, centrada en inversiones en medios de comunicación y entretenimiento. Formado en 1980 por Haim Saban, Saban Capital Group es propietario de Saban Brands, parte de Univision Communications, y parte de Celestial Tiger Entertainment.

## Historia
En octubre de 2006, la división Saban Entertainment Group de SCG anunció el inicio de su programa de estudio virtual para iniciar y desarrollar el entretenimiento familiar.
En marzo de 2007, Univision Communications fue vendida a Broadcasting Media Partners que incluye a Saban Capital Group, Madison Dearborn Partners, Providence Equity Partners, TPG Capital y Thomas H. Lee Partners.
El 17 de octubre de 2011, Saban Capital Group adquirió una participación del 7,5% en la mayor empresa de medios integrados de comunicación de Indonesia con sede en Yakarta, Media Nusantara Citra.
En julio de 2012, Saban Capital Group adquirió una participación minoritaria en PT MNC Sky Vision Tbk, el mayor operador de televisión de pago de Indonesia que posee Indovision y Top TV. En junio de 2012, Kidsco Media Ventures LLC, una filial de SCG, junto con Konami's 4K Acquisition Corp. compró algunos de los activos clave de 4Kids Entertainment con Kidsco obteniendo los derechos de contrato de programación de bloques de programación de Sonic X, Dragon Ball Z Kai y Cubix. En agosto de 2012, el Grupo Saban Capital lanzó una nueva división editorial de música llamada "Music Ventures".
El 6 de mayo de 2014, Saban Capital anunció el lanzamiento de Saban Films, una unidad de distribución que adquirirá anualmente entre 8 y 10 largometrajes para el mercado norteamericano.

## Saban Brands
El 5 de mayo de 2010, Saban Capital Group anunció que iniciaría Saban Brands (SB), una empresa sucesora de Saban Entertainment dedicada a la adquisición de marcas de entretenimiento y consumo. El 12 de mayo de 2010, se anunció que Saban Brands recompró la franquicia de Power Rangers a Disney por $43 millones y produciría una nueva decimonovena temporada de Power Rangers que comenzó a emitirse en Nickelodeon el 7 de febrero de 2011, con los 700 episodios anteriores en Nicktoons. También se anunció que Saban Brands estaba en negociaciones para comprar otras tres marcas. El 17 de agosto de 2010, se anunció que Saban Brands compró Paul Frank Industries.
El 1 de mayo de 2012, Kidsco Media Ventures LLC, una afiliada de Saban Capital Group, hizo una oferta para adquirir algunos de los activos de 4Kids Entertainment, incluyendo los derechos de los EE. UU. a Yu-Gi-Oh! y el bloque CW4Kids, por 10 millones de dólares. 4K Acquisition Corp, una subsidiaria de Konami, entonces hizo una oferta. El 5 de junio de 2012, 4Kids inició una subasta entre Kidsco y 4K Adquisición que fue aplazada para que 4Kids, Kidsco y 4K Adquisición pudiera considerar una transacción alternativa. El 15 de junio de 2012, 4Kids presentó una notificación en la que esbozaba una propuesta de acuerdo en la que sus activos se dividirían entre Kidsco y 4K Acquisition que se finalizó el 26 de junio de 2012. El acuerdo vio a 4K Acquisition adquirir los derechos de los EE. UU. a la Yu-Gi-Oh! y Kidsco adquieren otros activos de 4Kids incluyendo los acuerdos para Sonic X, Dragon Ball Z Kai y Cubix junto al bloque de programación del sábado por la mañana de The CW Network. El 2 de julio de 2012, se anunció que Saban Brands, a través de Kidsco Media Ventures, comenzaría a programar el bloque en el otoño, y el 12 de julio de 2012 anunció que el bloque se llamaría Vortexx, que se lanzó el 25 de agosto de 2012 y terminó el 27 de septiembre de 2014.
El 12 de junio de 2012, se anunció que Saban Brands planea reintroducir la franquicia Popples con nueva mercancía en el otoño de 2013. El 3 de agosto de 2012, se anunció que Saban Brands adquirió The Playforge, el equipo de desarrollo detrás de las historias de éxito de App Store, Zombie Farm y Zombie Life. El 19 de septiembre de 2012, Saban Brands anunció que adquirió el proveedor de contenido de Kid-Safe Online de Zui. El 25 de septiembre de 2012, Saban Brands anunció que readquirió la franquicia Digimon y su última temporada, Digimon Fusion con Toei Animation, que gestiona la distribución y licencia asiática, y MarVista Entertainment, que gestiona todas las demás licencias y distribuciones globales.
El 3 de julio de 2013, se anunció que Saban Brands firmó un acuerdo para gestionar la distribución, concesión de licencias y comercialización de los Desafío Champions Sendokai en Norteamérica e Israel, y se emitirá en el Vortexx. En octubre de 2013, Saban Brands cerró The Playforge debido a las malas ventas de juegos.
Saban Brands y Lionsgate Films anunciaron en mayo de 2014 que están planeando producir un nuevo largometraje de Power Rangers, y con suerte lanzarían una franquicia cinematográfica del mismo. Para el 4 de agosto, Saban Brands vendió KidZui a Leapfrog Enterprises. Posteriormente, Macbeth Footwear fue adquirida por Saban Brands, y en diciembre, Saban Brands formó dos divisiones: Saban Brands Lifestyle Group y Saban Brands Entertainment Group para ampliar sus participaciones. El 6 de enero de 2014, se anunció que Saban Brands Lifestyle Group adquirió Mambo Graphics. El 24 de marzo de 2015, se anunció que Saban Brands Lifestyle Group había adquirido Piping Hot.
El 25 de mayo de 2018 se confirmó mediante un comunicado de prensa que Saban Brands cerraría oficialmente sus puertas; la división quedó en quiebra y por ende los derechos de Power Rangers y otras series de Saban fueron vendidas a Hasbro por $522 millones, pasando a producir los juguetes de Power Rangers y la nueva temporada de Televisión Power Rangers Beast Morphers, por Hasbro Inc.

## Saban Music Group
Saban Music Group fue fundado en 1980 por los productores de música y televisión Haim Saban y Shuki Levy como "Saban Records", una subsidiaria estadounidense de "Saban International Paris" (ahora SIP Animation). En 1986, Warner Communications adquirió el primer catálogo musical de Saban Records por unos 6 millones de dólares. El 4 de octubre de 2010, Bug Music adquirió los derechos mundiales del catálogo musical completo de temas, pistas y partituras de más de 90 series de televisión y 100 películas y especiales hechos para televisión.

## Unidades
- Saban Entertainment Group
- Saban Films
- Saban Real Estate, LLC
- Saban Brands, LLC
  - Saban Brands Lifestyle Group
    - Paul Frank Industries
    - Macbeth Footwear
    - Mambo Graphics
    - Piping Hot

  - Saban Brands Entertainment Group
    - SCG Power Rangers LLC
    - SCG Characters LLC

## Inversiones

### Actuales
- Celestial Tiger Entertainment (CTE) (JV)
- Media Nusantara Citra (MNC) 7.5%
- Taomee (minority stake)
- Playbuzz (2016)
- Bustle
- IronSource
- Broadcasting Media Partners (20%)
  - Univision Communications, Inc.

### Pasadas
- Bezeq
- Keshet Broadcasting LTD
- ProSiebenSat.1 Media SE
- Vessel

## Producciones

### Saban Music Group
(Series y Películas que Saban Music Group ha producido su música)
- Addams Family Reunion
- Adventures of the Little Koala
- ALF: The Animated Series - AlfTales
- Big Bad Beetleborgs - Beetleborgs Metallix
- Camp Candy
- Captain N: The Game Master
- Casper: A Spirited Beginning
- Dennis the Menace (1986 animated series)
- Digimon Adventure - Adventure 02 - Tamers - Fusion
- Digimon: The Movie
- Dragon Ball Z
- He-Man and the Masters of the Universe - She-Ra: Princess of Power
- Inspector Gadget
- Mighty Morphin Power Rangers
- Power Rangers: la película - Turbo: A Power Rangers Movie
- Ninja Turtles: The Next Mutation
- SciGirls
- Sonic Underground
- Spider-Man - Unlimited
- Super Mario Bros. - The Legend of Zelda
- Teknoman
- The New Archies
- Transformers: Robots in Disguise
- Voltron
- VR Troopers
- X-Men

### Saban Entertainment Group
- Hollywood Star Dogs

### Saban Brands
Actuales Propiedades
(Series Creados por/o Propiedad de Saban Brands)
- Beetleborgs[26][27][28]
- Digimon (todas las temporadas y películas)
- Emojiville
- Cirque du Soleil Media[29]
- Julius Jr.[30][31]
- Kamen Rider: Dragon Knight
- Masked Rider[26]
- Ninja Turtles: The Next Mutation[27][28][32]
- Luna Petunia
- Popples
- Power Rangers (todas las temporadas y películas)
- The Mystic Knights of Tir Na Nog
- VR Troopers[26][27][28]
- Cubix
- Dinofroz

Propiedades Anteriores
- Sonic X
- Glitter Force (Actualmente por Toei Animation)

### Saban Films
(Películas distribuidas en Norteamérica por Saban Films) 
| Fecha                   | Título                           |
| ----------------------- | -------------------------------- |
| 14 de noviembre de 2014 | The Homesman                     |
| 20 de marzo de 2015     | Tracers                          |
| 24 de abril de 2015     | The Forger                       |
| 24 de julio de 2015     | American Heist                   |
| 21 de agosto de 2015    | Some Kind of Beautiful           |
| 13 de noviembre de 2015 | Man Up                           |
| 4 de diciembre de 2015  | MI-5                             |
| 26 de febrero de 2016   | Standoff                         |
| 18 de marzo de 2016     | The Confirmation                 |
| 29 de abril de 2016     | I Am Wrath                       |
| 30 de mayo de 2016      | USS Indianapolis: Men of Courage |
| 24 de marzo de 2017     | Power Rangers                    |
| octubre de 2019         | 3 from Hell                      |
| TBA                     | A Hologram for the King          |
| TBA                     | Backtrack                        |
| TBA                     | The Trust                        |